# 阿里·马西莫夫
阿里·艾哈迈德奥卢·马西莫夫（1953年1月3日—），曾任阿塞拜疆负责经济政策的副总理，曾短暂代理过阿塞拜疆总理。

## 早期生涯
马西莫夫出生于苏联阿塞拜疆苏维埃社会主义共和国的舍基。1970年完成中学学业后，马西莫夫录取阿塞拜疆国立经济大学。1975年毕业，并获得经济学学位。随后他进入阿塞拜疆国家科学院经济研究所攻读博士。1975-1976年，他在苏联军队服役，随军驻扎在哈萨克斯坦。兵役结束后，他返回巴库继续他的博士阶段学习。1979-1980年，他在莫斯科的苏联科学院进修。毕业后，他继续留在阿塞拜疆国家科学院工作。

## 政治生涯
阿塞拜疆独立后，1991年12月至1993年，马西莫夫开始进入政治领域。在两年时间里，他曾担任总统府国家经济政策协调司司长、阿塞拜疆外国投资委员会主席、国家经济计划委员会主席和经济发展部长。1993年1月26日至4月28日，马西莫夫担任阿塞拜疆代总理。在任期间，他撰写了《阿塞拜疆经济进步计划》（Azerbaijan Economic Progress Program）和《内阁部长主要政策》（Main policies of Cabinet of Ministers）。他为阿塞拜疆的经济独立概念和农业改革计划奠定了基础。1993年，马西姆利还创立了难民和境内流离失所者援助基金（Assistance Fund for Refugees and IDPs），此外他的文章著作多达1,200多个，并广泛传播至德国、瑞典、俄罗斯和土耳其。
在2005年的议会选举中，马西莫夫代表舍基地区，以33.97%的选票当选为阿塞拜疆国民议会议员。自2005年以来，马西莫夫一直是反对派联盟集团YeS（新政策）的成员。此外他还担任议会经济问题常设委员会的成员。